# Gulmi

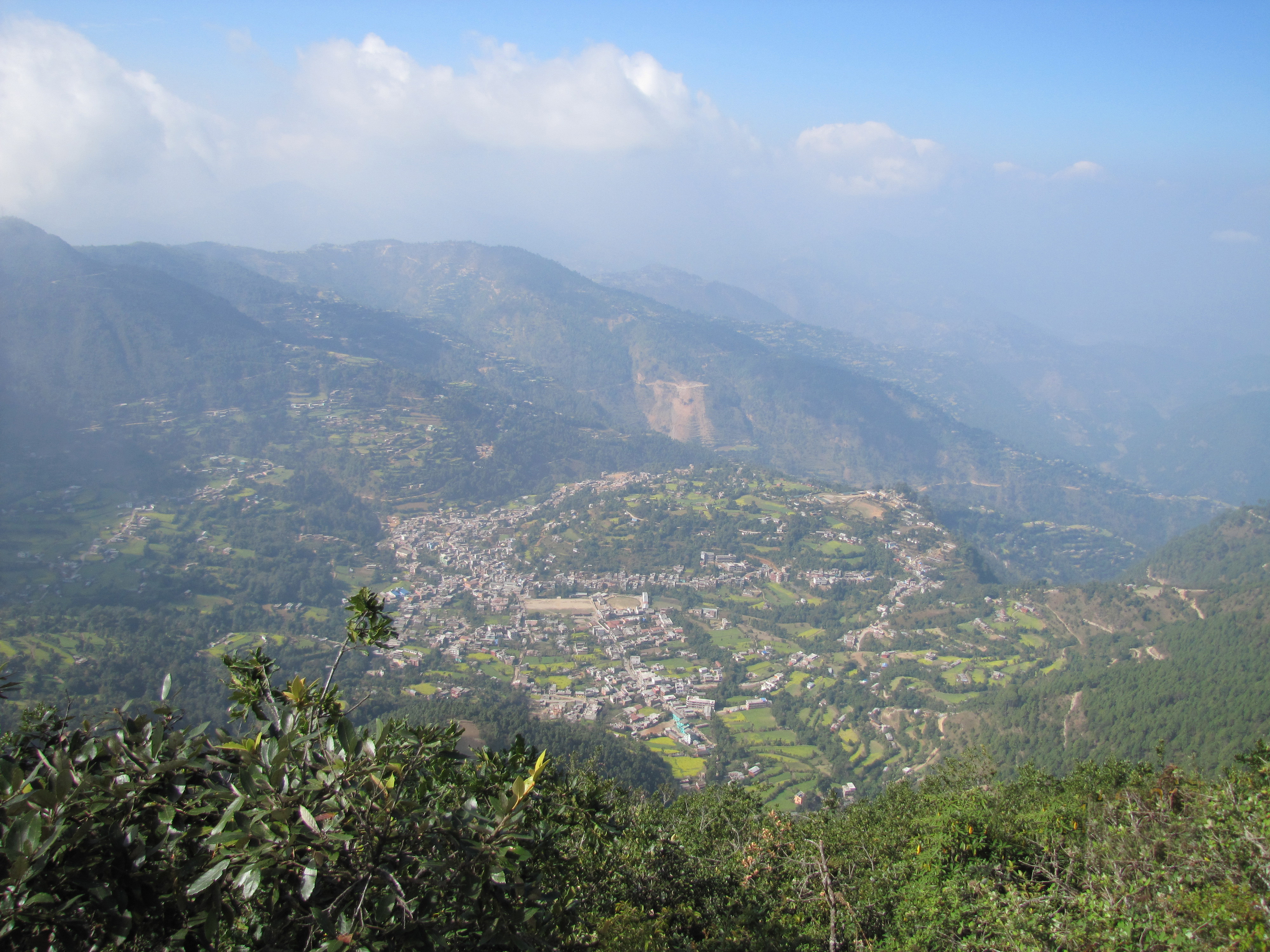
Blick auf Tamghas

Der Distrikt Gulmi (Nepali ल्मी जिल्ला Gulmī Jillā) ist einer von 77 Distrikten in Nepal.
Der Distrikt Gulmi liegt in der Provinz Lumbini. Er erstreckt sich zwischen dem Jhimruk Khola im Westen und dem Unterlauf des Kali Gandaki im Osten. Verwaltungssitz ist Tamghas, Hauptort der Stadt Resunga.
Bei der Volkszählung 2001 hatte er 296.654 Einwohner; 2011 waren es 280.160.

## Verwaltungsgliederung
Städte (Munizipalitäten) im Distrikt Gulmi:
- Resunga

Village Development Committees (VDCs) im Distrikt Gulmi:
- Aglung
- Amar Abathok
- Amarpur
- Apchaur
- Arbani
- Arje
- Arkhawang
- Arlangkot
- Aslewa
- Badagaun
- Bajhketeri
- Baletaksar
- Balithum
- Bamgha
- Bami
- Bastu
- Bhanbhane
- Bharse
- Bhurmung
- Birbas
- Bisukharka
- Chhapahile
- Dalamchaur
- Darbar Devisthan
- Darling
- Daungha
- Dhurkot Bastu
- Dhurkot Bhanbhane
- Dhurkot Nayagaun
- Dhurkot Rajasthal
- Digam
- Dirbung
- Dohali
- Dusma Rajasthal
- Gaidakot
- Ghamir
- Gurukot Rajasthal
- Gwadha
- Gwadi
- Hadahade
- Hadinete
- Hansara
- Harewa
- Harmichaur
- Harrachaur
- Hasara
- Hastichaur
- Hawangdi
- Hunga
- Jaisithok
- Jayakhani
- Johang
- Jubhung
- Juniya
- Khadgakot
- Kharjyang
- Kurgha
- Limgha
- Majuwa
- Malagiri
- Murtung
- Musikot
- Myal Pokhari
- Nayagaun
- Neta
- Pallikot
- Paralmi
- Paudi Amarahi
- Phoksing
- Pipaldhara
- Purkot Daha
- Purtighat
- Rimuwa
- Rupakot
- Ruru
- Shantipur
- Sirseni
- Thanpati
- Thulo Lumpek
- Turang
- Wagla
- Wamitaksar